# Committee Against Anti-Asian Violence
Committee Against Anti-Asian Violence is een Amerikaanse belangenorganisatie voor Chinese Amerikanen en andere Amerikanen van Aziatische afkomst in New York. Ze zijn groot voorstander van gerechtigheid en helpen arme Aziatische migranten en asielzoekers die de onderklasse vormen van de samenleving.
De vereniging bestaat sinds 1986, heeft 200 individuele leden en een achterban van meer dan 3000 mensen in New York. Verder is de vereniging links gekleurd door hun deelname aan protesten tegen neo-liberale globalisatie en oorlog.
De CAAAV heeft twee verenigingskantoren: een in The Bronx en de ander in Chinatown (Manhattan).